# Clark Ashton Smith
Clark Ashton Smith (13 de enero de 1893-14 de agosto de 1961) fue un poeta, escultor, pintor y escritor de cuentos de fantasía, terror y ciencia ficción estadounidense.
Debe su fama principalmente a su obra literaria y a la amistad que compartió con Lovecraft entre 1922 y 1937, año en que Lovecraft murió; durante ese período participó en Los Mitos de Cthulhu. Smith, H. P. Lovecraft y Robert E. Howard fueron los colaboradores más importantes de la revista pulp Weird Tales. Dentro del círculo de Lovecraft era conocido como Klarkash-ton.

## Biografía

### Primeros años
Nacido en Long Valley, California, Smith pasó casi toda su vida en la pequeña localidad de Auburn, California, viviendo en una cabaña con sus padres, Fanny y Timeus Smith. Los tres formaban una familia pobre de clase trabajadora. Su educación fue muy limitada, solo fue a la escuela ocho años en los que realizó la primaria. Nunca estuvo en el instituto.
A pesar de todo continuó estudiando en soledad después de dejar la escuela, aprendiendo francés y español, y gracias a su memoria fotográfica pudo hacer acopio de una cantidad de conocimientos asombrosa a partir de muchas lecturas, en las que se incluían varias enciclopedias y diccionarios.

### Poesía y pobreza

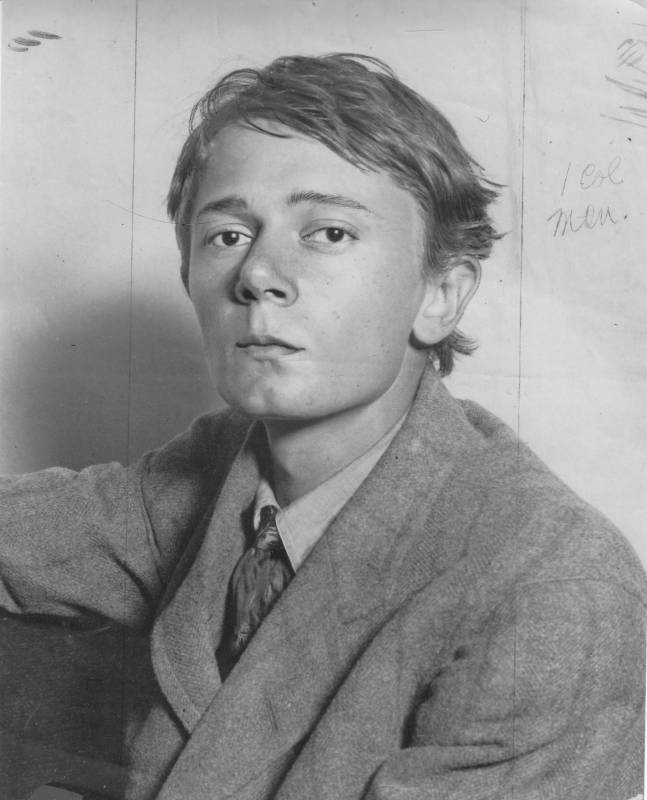
Clark Ashton Smith en 1912, con diecinueve años.

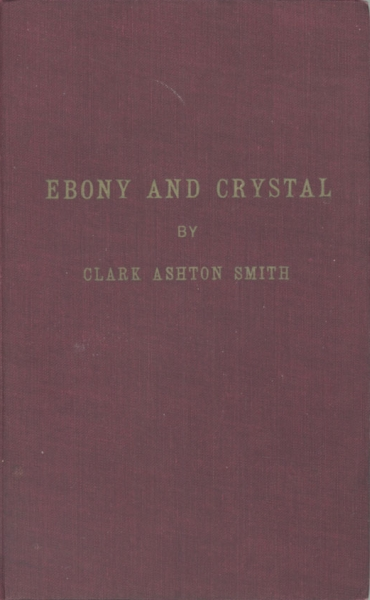
Ebony and Crystal.

Smith empezó a escribir historias a la edad de once años y dos de ellas, The Sword of Zagan y The Black Diamonds, han sido editadas recientemente. La Edad Media, Las mil y una noches, los Hermanos Grimm y Edgar Allan Poe fueron las influencias más importantes de sus primeros cuentos.
En su juventud Smith fue el protegido del poeta de San Francisco George Sterling al que conoció durante la lectura de uno de sus poemas en el Auburn Monday Night Club, donde Smith declamaba sus poemas con mucho éxito. Sterling le ayudó a publicar su primer volumen de poesías: The Star-Treader and Other Poems, con diecinueve años. The Star-Treader fue valorado muy positivamente por la crítica, incluso uno de ellos dijo que Smith era el “Keats del Pacífico”. Cuando publicó su segundo volumen de poesía, Ebony and Cristal, en 1922, recibió la carta de un fan: H. P. Lovecraft. A partir de esta carta se inició su amistad, que duró 15 años sin que nunca llegaran a verse en persona.
Smith fue realmente pobre casi toda su vida y tuvo que trabajar en innumerables oficios para poder comer y mantener a su familia: Recoger fruta, cortar madera, albañilería, jardinería... Después de las sucesivas muertes de sus amigos Robert E. Howard (1936) y H P. Lovecraft (1937) junto a las de sus propios padres (ella en 1935 y él en 1937), sufrió una temporada de abatimiento y prácticamente dejó de escribir, aunque continuó dedicándose a la escultura. En 1953 sufrió un infarto, lo que no le impidió casarse un año después con Carol Jones Dorman, una divorciada con tres hijos, el 10 de noviembre de 1954 y se trasladaron a Pacific Grove, California, donde levantaron una casa para ellos y los niños. Tras varios ictus previos, murió mientras dormía a los sesenta y ocho años.

## Artista multidisciplinar
Aunque Smith fue un artista que trabajó en muchas disciplinas distintas (pintura, escultura, poesía, cuento) se pueden distinguir tres fases diferenciadas donde un arte predomina por encima de los demás.

### Poesía: Hasta 1925
Smith publicó casi todos sus libros de poesía en este período, además de los dos mencionados anteriormente también publicó Odes and Sonnets (1918) y Sandalwood (1925).

### Weird Tales: 1926-1935
Durante esta etapa Smith escribió la mayor parte de sus cuentos dentro de los Mitos de Cthulhu, inspirado por H. P. Lovecraft. Algunas criaturas de su invención son: Aforgomon, Rlim-Shaikorth, Mordiggian, Tsathoggua, el brujo de Eibon y muchos otros
Además de escribir cuentos para los Mitos de Cthulhu también participó (o creó) en otros muchos ciclos mitológicos: Averoigne, Hiperbórea, Marte, Poseidonis, Xiccarph y Zothique. Las historias situadas en Zothique pertenecen al subgénero de la Tierra Moribunda.
Sus cuentos aparecieron en numerosas revistas pulp de la época, de las más a las menos importantes: Weird Tales, Strange Tales, Astounding Stories, Stirring Science Stories y Wonder Stories.

### Escultura: 1935 - 1961
A partir de 1935 su interés por la literatura empieza a decaer y dedica la mayor parte de su tiempo a la escultura.

## Algunos de sus cuentos
- "The Last Incantation" — Weird Tales, junio de 1930
- "A Voyage to Sfanomoe" — Weird Tales, agosto de 1931
- "The Tale of Satampra Zeiros" — Weird Tales, noviembre de 1931
- "The Door to Saturn" — Strange Tales", enero de 1932
- "The Planet of the Dead" — Weird Tales", marzo de 1932
- "The Weird of Avoosl Wuthoqquan" — Weird Tales, marzo de 1932
- "The Gorgon" — Weird Tales, abril de 1932
- "The Letter from Mohaun Los" (under the title of "Flight into Super-Time") — Wonder Stories, agosto de 1932
- "The Empire of the Necromancers" — Weird Tales, septiembre de 1932
- "The Hunters from Beyond" — Strange Tales, octubre de 1932
- "The Isle of the Torturers" — Weird Tales, marzo de 1933
- "Dweller in Martian Depths" — Wonder Stories, marzo de 1933
- "The Light from Beyond" — Wonder Stories, abril de 1933
- "The Beast of Averoigne" — Weird Tales, mayo de 1933
- "The Holiness of Azedarac" — Weird Tales, noviembre de 1933
- "The Demon Of the Flower" — Astounding Stories, diciembre de 1933
- "The Death of Malygris" — Weird Tales, abril de 1934
- "The Plutonium Drug" — Amazing Stories, septiembre de 1934
- "The Seven Geases" — Weird Tales, octubre de 1934
- "Xeethra" — Weird Tales, diciembre de 1934
- "The Flower-Women" — Weird Tales, mayo de 1935
- "The Treader of the Dust" — Weird Tales, agosto de 1935
- "Necromancy in Naat" — Weird Tales, julio de 1936
- "The Maze of Maal Dweb" — Weird Tales, octubre de 1938
- "The Coming of the White Worm" — Stirring Science Stories, abril de 1941

## Edición en español
- El planeta de los muertos y otras historias de ciencia ficción extraña. Colección Gótica 133. Editorial Valdemar. 2025. ISBN 978-84-7702-967-0.
- Zothique. El ciclo final. Colección Yuggoth 55, traducción Rocío Tizón. Edición, introducción y epílogo Ronald S. Hilger. Prólogo Donald Sidney-Fryer. Aurora Dorada. 2025. ISBN 978-84-128588-6-0.
- Cuentos de Averoigne. Poseidonis, Poemas en prosa. Colección Gótica 123. Editorial Valdemar. 2021. ISBN 978-84-7702-923-6.
- Zothique. El último continente. Colección Gótica 86. Valdemar. 2021. ISBN 978-84-7702-916-8.
- Hiperbórea. Y otros mundos perdidos. Colección Gótica 96. Valdemar. 2014. ISBN 978-84-7702-778-2.